# Lista över Albaniens regenter

Heraldiskt vapen för Kungariket Albanien 1928–1939.

Detta är en lista över personer som regerat över Albanien.

## Progon-dynastin, furstar av Albanien
- Progon (1190–1198)
- Gjin Progoni (1198–1208)
- Dhimitër Progoni (1208–1216)

## Angevinskaherrar över kungariket Albanien
- Karl I av Neapel 1272–1285
- Karl II av Neapel 1285–1301
- Filip I av Taranto 1301–1332

## ÄttenNemanjić- kung avSerbien, Raška, Albanien och Primorje
- Stefan Uroš IV Dušan 1337-1355

## Hertigar av Durrës
- Robert av Taranto 1332–1364
- Filip II av Taranto 1364–1368

## Furstar över Albanien
- Karl Thopia (1358–1382)
- Balša av Zeta
- George Kastriota Skanderbeg (1443–1468)
- Lekë Dukagjini (1446–1481)

## Furstendömet Albanien, Huset Wied
- Wilhelm av Wied (1914), som använde beteckningen ""suverän prins" utanför landet och mbret (kung på albanska) innanför landet. Han abdikerade aldrig formellt.

## Kungar av Albanien
- Otto Witte (Otto I av Albanien) från den 13 till den 18 augusti 1913.
- Essad Pascha Toptani (i juni 1920)
- Ahmet Zogu, Kung Zog I (1928–1939)
- Viktor Emanuel III (1939–1943)

## Tronpretendenter
- Leka II (född 1982), sonson till Ahmet Zogu, Kung Zog I.
- Maximilian (född 1999), den 9:e prinsen av huset Wied, skulle kunna bestiga den albanska tronen i händelse av monarkins återinförande i Albanien.